# Holotrichia semiserrata
Holotrichia semiserrata är en skalbaggsart som beskrevs av Brenske 1894. Holotrichia semiserrata ingår i släktet Holotrichia och familjen Melolonthidae. Inga underarter finns listade i Catalogue of Life.